# Gravbergsdalen
Gravbergsdalen är ett naturreservat i Smedjebackens kommun i Dalarnas län.
Området är naturskyddat sedan 1996 och är 9 hektar stort. Reservatet som omfattar en förkastningsspricka består av ett  granbestånd i botten av sprickan som sedan omges av granskog.